# Sociaaldemocratische Partij van Hongarije
De Sociaaldemocratische Partij van Hongarije (Hongaars: Magyarországi Szociáldemokrata Párt, afgekort MSzDP) is een sociaaldemocratische partij in Hongarije die op 7 december 1890 werd opgericht. De partij werd ontbonden in 1948, toen de communisten de macht hadden overgenomen in Hongarije. De Sociaaldemocratische Partij werd dan gedwongen om met de communisten te fuseren tot de Hongaarse Werkerspartij. De partij was in het Hongaars parlement vertegenwoordigd van 1922 tot 1948 en een regeringspartij van 1945 tot 1948. 

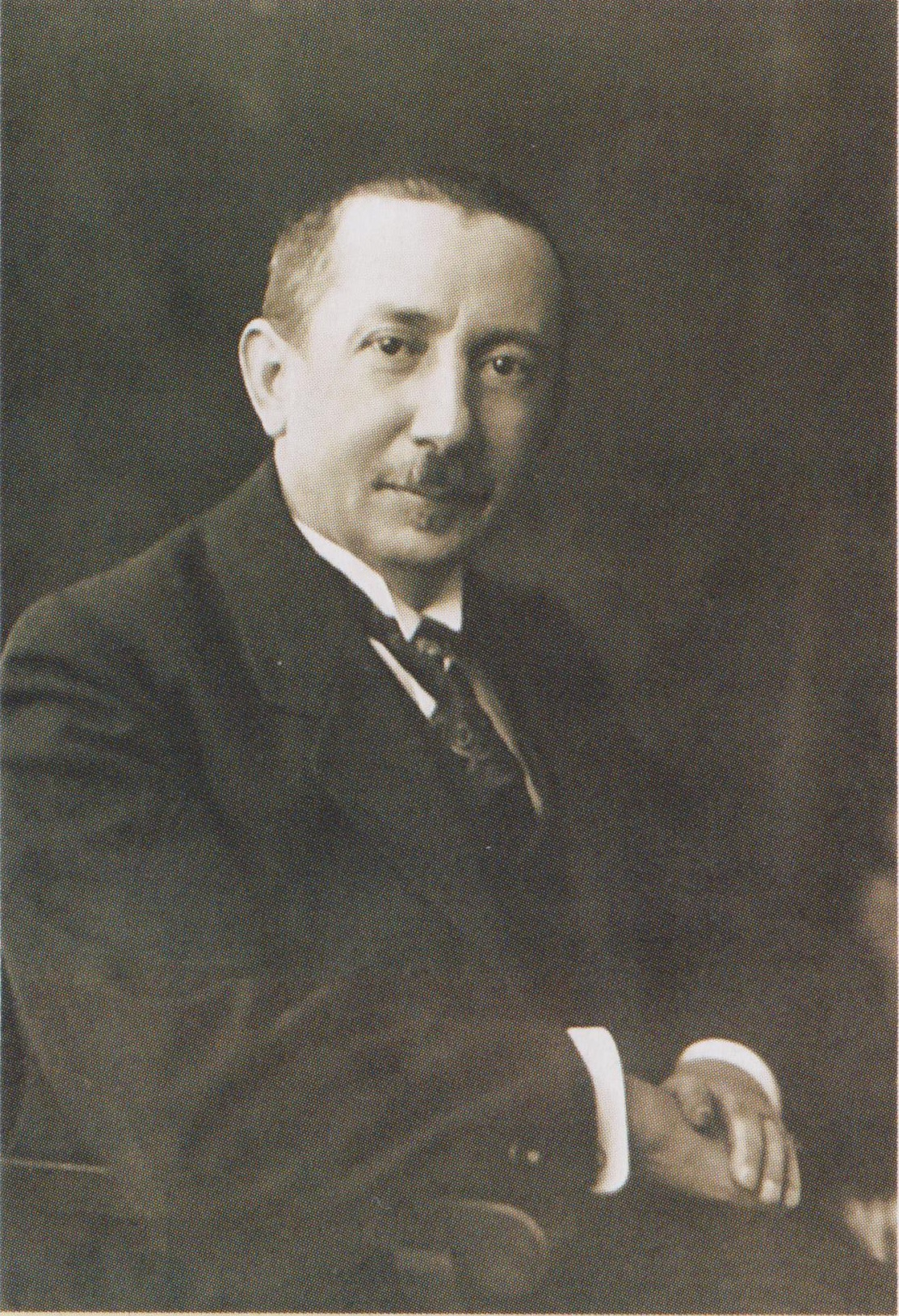
Gyula Peidl. Voorzitter van de MSzDP in 1919 en kortstondig premier van Hongarije in datzelfde jaar.

In het jaar 1939 werd "Hongarije" uit de naam geschrapt en ging de partij door het leven als de Sociaaldemocratische Partij (SzDP). De partij werd kortstondig weer in het leven geroepen tijdens de Hongaarse Opstand in 1956.

## Na het communisme
Na de val van het communisme  werd de partij in 1989 opnieuw opgericht als de Sociaaldemocratische Partij van Hongarije. Voormalig voorzitter László Kapolyi was tussen 2002 en 2010 vertegenwoordigd in het parlement, waar hij lid was van de MSzP-fractie. De MSzDP is lid van de Partij van Europese Socialisten en de Socialistische Internationale. Vergeleken met de Sociaaldemocratische Partij vóór het communistische bewind behaalt de partij tegenwoordig weinig stemmen.